# Манолете

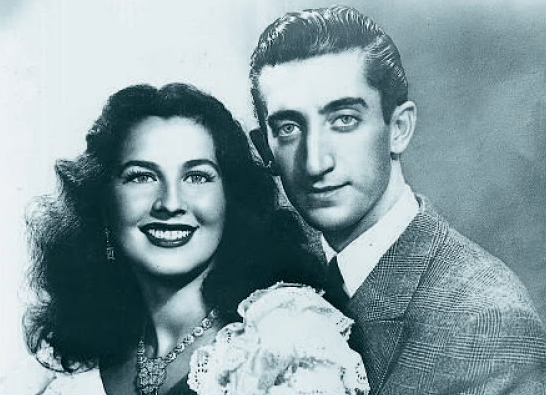
Лупе Сино и Манолете

Мануэ́ль Лауреа́но Родри́гес Са́нчес (исп. Manuel Laureano Rodríguez Sánchez, 4 июля 1917, Кордова, Испания — 29 августа 1947, Линарес), известный как Маноле́те (исп. Manolete) — испанский матадор.

## Биография
Двоюродный дед Манолете был матадором и погиб от ран, нанесенных разъярённым быком; матадорами были также отец Мануэля и отчим, который ослеп и умер в нищете, когда его пасынку шёл шестой год. Манолете начал профессионально выступать на арене с 17 лет (хотя первый бой провёл ещё в 1931 году, в 14 лет) вместе с двумя своими приятелями — они сформировали команду тореро под названием «Кордовские халифы». Его учителем был тореро Хосе Камара.
Манолете получил известность вскоре после окончания Гражданской войны и, по мнению некоторых, был лучшим тореро Испании всех времён, став также одним из самых популярных людей в стране: в Испании выпускались изображавшие его фигурки, ему посвящались песни, в его честь был назван новый сорт ликёра. В некоторые годы он проводил более 100 поединков, 11 раз получал серьёзные ранения. Поскольку со временем Манолете стал популярным человеком в мире рекламы, участвуя в продвижении некоторых товаров, существует предположение, что в противники ему намеренно выделяли быков с укороченными рогами, поскольку спонсоры не хотели гибели или даже ранения столь популярной фигуры.
Выступая не только в Испании, но и в Мексике, он стал автором множества новых приёмов в корриде, в том числе одного с использованием мулеты (небольшой красный плащ, натянутый на деревянную палку длиной около 50 см), названного в его честь. Отличался серьёзным стилем поединка, но при этом прославился крайней экономией сил и движений и внешне бесстрастным поведением во время него; обладал редким хладнокровием, стоя неподвижно и позволяя быку приблизиться практически вплотную, прежде чем нанести удар.
Он умер 29 августа 1947 года в возрасте 30 лет, выступая, как он планировал, последний год на арене, в результате смертельной раны, нанесённой ему быком по кличке Ислеро. Это был пятый бык, убитый Манолете в тот день, и оба этих события повергли Испанию в шок. Популярность и авторитет Манолете в стране были настолько сильны, что диктатор Франсиско Франко после его гибели объявил в стране трёхдневный национальный траур, когда по радио звучали только похоронные мелодии.

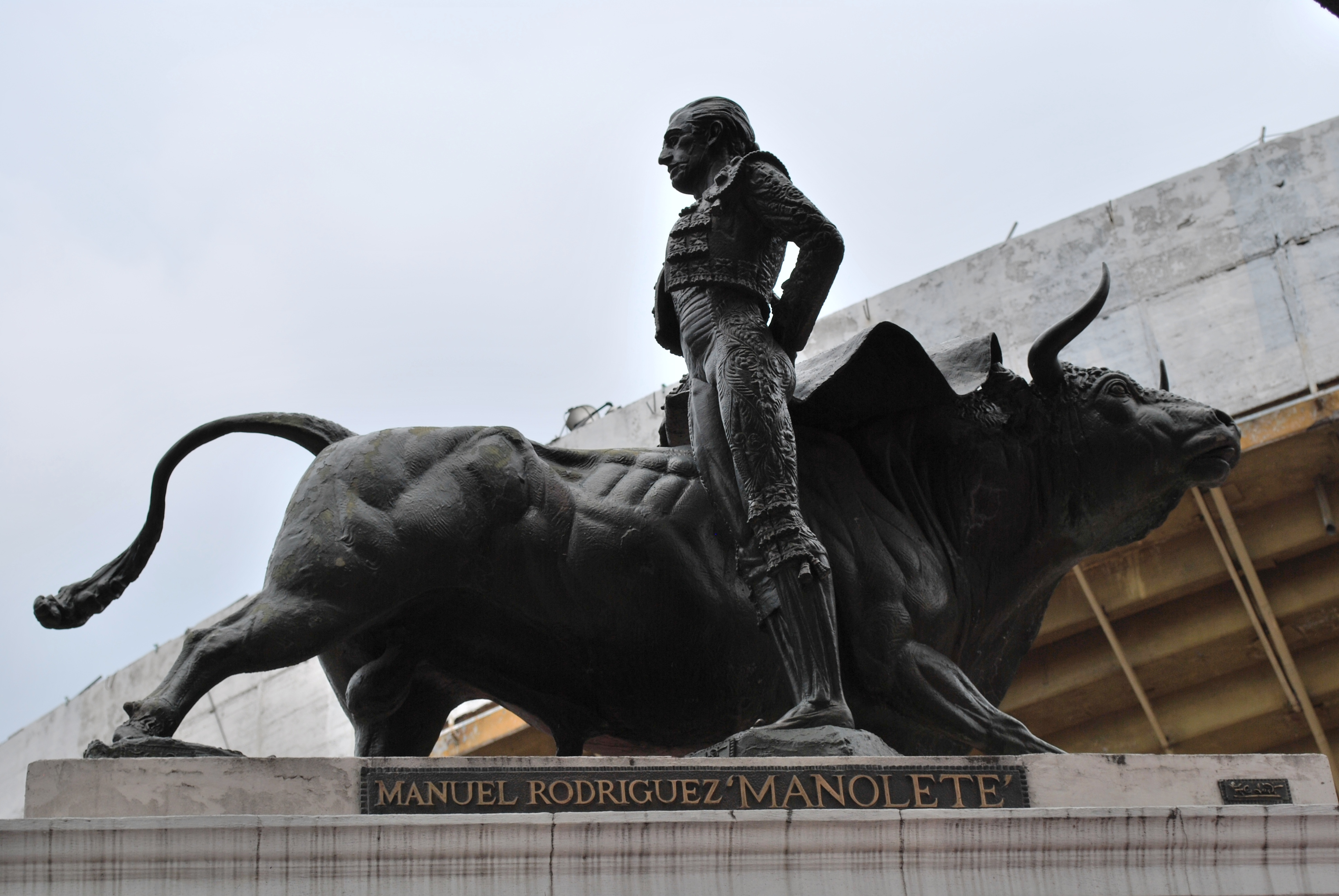
Статуя Манолете на Пласа Мексико

В Линаресе, где погиб тореро, ему установлен памятник; памятники ему есть и в других городах Испании. В 1951 году был возведён мавзолей Манолете. О нём написано несколько книг и снято два фильма (1948 и 2007 годов, «Манолете»).
После гибели Манолете лучшим тореро Испании стал считаться Домингин.